# Episodi di Un ciclone in convento (quinta stagione)
La quinta stagione di Un ciclone in convento è stata trasmessa sul canale tedesco Das Erste dal 3 gennaio al 28 marzo 2006.
| n° | Titolo originale     | Titolo italiano             | Prima TV originale | Prima TV Italia | Telespettatori | Share  |
| -- | -------------------- | --------------------------- | ------------------ | --------------- | -------------- | ------ |
| 1  | Hänsel und Gretel    | Le due sorgenti             | 3 gennaio 2006     | 24 agosto 2006  | 832.000        | 19,69% |
| 2  | Alarmstufe Eins      | Una nuova immagine          | 10 gennaio 2006    | 25 agosto 2006  |                |        |
| 3  | Schwarzes Schaf      | Una ladra in convento       | 17 gennaio 2006    |                 |                |        |
| 4  | Wenn Gott will       | Il nuovo candidato          | 24 gennaio 2006    |                 |                |        |
| 5  | Vaterfreuden         | Il padre ritrovato          | 31 gennaio 2006    |                 |                |        |
| 6  | Geldrausch           | Soldi! Soldi! Soldi!        | 7 febbraio 2006    |                 |                |        |
| 7  | Planspiele           | Un asilo in convento        | 14 febbraio 2006   |                 |                |        |
| 8  | Ungebetener Gast     | Un birrificio senza liquidi | 21 febbraio 2006   |                 |                |        |
| 9  | Verletzte Gefühle    | Bentornata, Sorella Lotte   | 28 febbraio 2006   |                 |                |        |
| 10 | Held des Tages       | L'eroe del giorno           | 7 marzo 2006       |                 |                |        |
| 11 | Rotkäppchen          | La bambina e il cane        | 14 marzo 2006      |                 |                |        |
| 12 | Elternlos            | Una bimba per due papà      | 21 marzo 2006      |                 |                |        |
| 13 | Ende gut - alles gut | Addio alle terme            | 28 marzo 2006      |                 |                |        |